# Cathydata
Cathydata är ett släkte av fjärilar. Cathydata ingår i familjen mätare.
Kladogram enligt Catalogue of Life:
| Cathydata | \| \| Cathydata batina \| \| \| \| \| \| Cathydata schadei \| \| \| \| |
|           | \| \| Cathydata batina \| \| \| \| \| \| Cathydata schadei \| \| \| \| |
|           | Cathydata batina                                                       |
|           |                                                                        |
|           | Cathydata schadei                                                      |
|           |                                                                        |